# NGC 6019
NGC 6019 is een elliptisch sterrenstelsel in het sterrenbeeld Draak. Het hemelobject werd op 28 juni 1886 ontdekt door de Amerikaanse astronoom Lewis A. Swift.

## Synoniemen
- ZWG 319.31
- PGC 56265